# Yūtarō Hakamata
Yūtarō Hakamata (jap. 袴田 裕太郎, Hakamata Yūtarō; * 24. Juni 1996 in Shizuoka) ist ein japanischer Fußballspieler.

## Karriere
Yūtarō Hakamata erlernte das Fußballspielen in der Schulmannschaften der Shirawaki SSS und der Hamamatsu Kaiseikan High School, dem Nachwuchs von Júbilo Iwata und der Universitätsmannschaft der Meiji-Universität. Seinen ersten Profivertrag unterschrieb er 2019 beim Yokohama FC. Der Klub spielte in der zweiten Liga des Landes, der J2 League. Ende 2019 wurde er mit dem Club Vizemeister und stieg in die erste Liga auf. Am Ende der Saison 2021 belegte er mit dem Verein den letzten Tabellenplatz und musste somit in die zweite Liga absteigen. Nach dem Abstieg verließ er den Verein und schloss sich im Januar 2022 dem Erstligaaufsteiger Júbilo Iwata aus Iwata an.  Doch schon ein halbes Jahr später wurde der Außenverteidiger bis zum Saisonende an den Zweitligisten Ōmiya Ardija verliehen. Für Ōmiya bestritt er 14 Zweitligaspiele. Nach der Ausleihe wurde er von Ōmiya im Februar 2023 fest unter Vertrag genommen. Am Ende der Saison 2023 belegte er mit Ōmiya Ardija den vorletzten Tabellenplatz und musste somit in die dritte Liga absteigen. Nach dem Abstieg verließ er den Verein und schloss sich im Januar 2024 dem Erstligisten Tokyo Verdy an. Nach einer Spielzeit, in der er sechs Ligaspiele bestritt, wechselte er im Januar 2025 auf Leihbasis zum Zweitligisten Roasso Kumamoto.

## Erfolge
Yokohama FC
- Japanischer Zweitligavizemeister: 2019  ▲